# Waar doen ze het van?
Waar doen ze het van? is een Nederlands televisieprogramma, waarin verschillende huishoudens inzicht geven in hun financiële situatie. Het eerste seizoen ging van start 23 september 2020. In februari 2022 werd het tweede seizoen aangekondigd, dit seizoen ging van start op 23 maart 2022. Seizoen 3 ging van start op 17 augustus 2023. 

## Format
Ieder seizoen worden er vier huishoudens gevolgd. Zij geven een half jaar lang volledig inzicht in hun financiën. Het dagelijkse leven van de huishoudens worden met elkaar versneden. Een vast element van het programma is dat het hoofd van het gezin de computer opent en via internetbankieren de inkomsten en uitgaves van de maand te bekijken.
De samenstelling van de huishoudens bestaat ieder seizoen uit een mix van verschillende financiële situaties (van ver boven modale inkomens tot aan gezinnen die naar de voedselbank gaan).

## Huishoudens

### Seizoen 1
- Familie Azimi
- Familie De Vrind
- Giovanna en Isabella
- Familie Geerts[3]

### Seizoen 2
- Nadia Feggen
- Familie Sheshkalani
- Familie de Groot
- Familie Rouw[4]

### Seizoen 3
- Familie Adema
- Familie Koenjer
- Familie Huisraad
- Familie Ponsen[5]

## Spin Off: Portemonneepraat
Parallel aan seizoen 2 werd er ook een spin-off op NPO Start uitgezonden, genaamd "Portemonneepraat". In deze serie praten vier andere gezinnen over financiële thema's.